# Pulau Seletar
Pulau Seletar est une île située au Nord-Est de l'île principale de Singapour dans le détroit de Johor.

## Géographie
Elle s'étend sur environ 1,7 km de longueur pour une largeur approximative de 375 m.